# Abdulla Shaig
Abdulla Shaig (Tbilissi, 25 février 1881 - Bakou, 24 juillet 1959) est un écrivain azerbaïdjanais.

## Biographie
Shaig est né à Tbilissi. Son père était un membre du conseil de bureau musulman du Caucase qui enseignait le droit islamique, le persan et l'arabe dans une école secondaire de Tbilissi. En 1883, en raison d'une relation tendue avec son mari, la mère de Shaig a déménagé avec ses deux fils et une fille à Khorasan, en Iran, où Abdulla Shaig a ensuite fréquenté une école. Adolescent, il écrit des ghazals et traduit un certain nombre de pièces de la littérature russe en persan. En 1901, à l'âge de 20 ans, il est définitivement installé à Bakou. Il a travaillé dans le domaine de l'éducation publique pendant les 33 prochaines années.

## Travaux
Shaig était un romancier et un auteur pour enfants. Ses pièces de théâtre et ses contes folkloriques ont commencé à être publiés dans les journaux et magazines locaux en 1906. Plus tard, il était également connu pour avoir écrit des nouvelles qui illustraient les conséquences amères de la pauvreté et des épreuves économiques auxquelles la classe ouvrière était confrontée dans la Russie pré-soviétique.
Cela a rendu les œuvres de Shaig particulièrement populaires en Union soviétique. Sa célébration de l'internationalisme et du pacifisme lui a valu un grand succès en tant qu'écrivain. Malgré son travail universitaire visant à promouvoir la culture azerbaïdjanaise et des opinions anti-staliniennes quelque peu ouvertes, il ne semble pas avoir été persécuté par l'État.
Shaig a géré la littérature avec sa carrière d'enseignant. Il était l'auteur de nombreux manuels de langue et de littérature, publiés de 1909 à 1920. Pendant la brève indépendance de la République démocratique d'Azerbaïdjan en 1918-1920, il manifesta un fort soutien idéologique au parti au pouvoir de Musavat.
Il a également traduit de nombreux ouvrages de Shakespeare, Defoe, Puchkin, Lermontov, Krylov, Gorky, Nekrasov, Nizami et Ferdowsi dans les langues azerbaïdjanaises et russes.
Certaines des œuvres célèbres de Shaig comprennent:
- Lettre non livrée
- Tigtig khanoum, l'inspiration de Pispisa Khanoum ve Sitchan bey.
- Nous sommes tous des rayons du même soleil
- Héros de notre siècle